# Ханти-Мансійський автономний округ — Югра
Ха́нти-Мансі́йський автоно́мний о́круг — Югра́ (рос. Ха́нты-Манси́йский автоно́мный о́круг — Югра́; хант. Хӑнты-Мансийской автономной округ — Югра) — суб'єкт Російської Федерації у складі Тюменської області, належить до Уральського федерального округу. Адміністративний центр — місто Ханти-Мансійськ.
Межує з Ямало-Ненецьким автономним округом, Красноярським краєм, Томською, Тюменською, Свердловською областями і Республікою Комі. Утворений 10 грудня 1930 року.

## Гідрографія
Основні річки — Об та її притока Іртиш.

## Історія
Округ був утворений 10 грудня 1930 року й початково називався Остяко-Вогульський національний округ. В 1977 році Ханти-Мансійський національний округ одержав статус автономного, а в 1993 році відповідно до Конституції РФ став рівноправним суб'єктом РФ. У 2003 році в офіційну назву округу було додано слово «Югра» (відповідно змінений текст ст. 65 Конституції РФ).

## Населення
Населення округу становить 1469,0 тис. осіб (2005), густота населення — 2,8 особи/км² (2005), питома вага міського населення — 90,9 % (2005).
За даними Всеросійського перепису населення 2002 року національний склад населення округу був наступним:
| Народ                               | Чисельність, 2002, тис. (*) |
| ----------------------------------- | --------------------------- |
| Росіяни                             | 946 590 осіб (66,06 %)      |
| Українці                            | 123 238 осіб (8,6 %)        |
| Татари                              | 107 637 осіб (7,51 %)       |
| Башкири                             | 35 807 осіб (2,5 %)         |
| Азербайджанці                       | 25 088 осіб (1,75 %)        |
| Білоруси                            | 20 518 осіб (1,43 %)        |
| Ханти                               | 17 128 осіб (1,2 %)         |
| Чуваші                              | 15 261 особа (1,07 %)       |
| Особи, що не вказали національність | 13 210 осіб (0,92 %)        |
| Молдовани                           | 10 861 особа (0,76 %)       |
| Мансі                               | 9 894 осіб (0,69 %)         |

## Природні ресурси
В окрузі розташоване Мамонтовське нафтове родовище.

## Адміністративний поділ
| Район, міський округ            | Площа, км² | Населення, осіб (2002) | Населення, осіб (2010) | Населення, осіб (2018) | Населення, осіб (2021) | Центр           | Поселення | Населені пункти |
| ------------------------------- | ---------- | ---------------------- | ---------------------- | ---------------------- | ---------------------- | --------------- | --------- | --------------- |
| Білоярський район               | 41645,99   | 28214                  | 30049                  | 28921                  | 28897                  | Білоярський     | 7         | 12              |
| Березовський район              | 88100,53   | 27170                  | 25744                  | 22637                  | 22941                  | Березово        | 6         | 21              |
| Кондінський район               | 54627,40   | 35018                  | 34494                  | 30981                  | 30843                  | Міждуріченський | 10        | 27              |
| Нефтеюганський район            | 25548,01   | 45354                  | 44815                  | 45057                  | 46761                  | Нефтеюганськ    | 8         | 11              |
| Нижньовартовський район         | 117212,24  | 33508                  | 35745                  | 36130                  | 38387                  | Нижньовартовськ | 8         | 21              |
| Октябрський район               | 24502,14   | 34127                  | 32224                  | 28605                  | 32850                  | Октябрське      | 11        | 21              |
| Совєтський район                | 30100,00   | 44720                  | 48059                  | 48460                  | 47011                  | Совєтський      | 8         | 10              |
| Сургутський район               | 104997,54  | 106624                 | 113515                 | 124247                 | 126531                 | Сургут          | 13        | 25              |
| Ханти-Мансійський район         | 46064,04   | 17015                  | 19362                  | 20043                  | 18980                  | Ханти-Мансійськ | 12        | 29              |
| Когалимський міський округ      | 153,50     | 55632                  | 58337                  | 66373                  | 61866                  | Когалим         | -         | 2               |
| Лангепаський міський округ      | 59,51      | 37182                  | 41670                  | 44108                  | 42701                  | Лангепас        | -         | 1               |
| Мегіонський міський округ       | 50,50      | 54029                  | 56382                  | 54669                  | 59424                  | Мегіон          | -         | 2               |
| Нефтеюганський міський округ    | 154,00     | 107830                 | 122855                 | 126998                 | 124732                 | Нефтеюганськ    | -         | 1               |
| Нижньовартовський міський округ | 271,32     | 239044                 | 251691                 | 275429                 | 283256                 | Нижньовартовськ | -         | 1               |
| Няганський міський округ        | 814,00     | 52610                  | 54890                  | 58201                  | 63034                  | Нягань          | -         | 1               |
| Пить-Яхський міський округ      | 80,40      | 41813                  | 41488                  | 40294                  | 40180                  | Пить-Ях         | -         | 1               |
| Покачівський міський округ      | 21,84      | 17017                  | 17171                  | 17874                  | 16040                  | Покачі          | -         | 1               |
| Радужний міський округ          | 142,05     | 47060                  | 43399                  | 43485                  | 43577                  | Радужний        | -         | 1               |
| Сургутський міський округ       | 353,97     | 285027                 | 306675                 | 366189                 | 396443                 | Сургут          | -         | 1               |
| Урайський міський округ         | 54,30      | 38872                  | 39457                  | 40477                  | 41315                  | Урай            | -         | 1               |
| Ханти-Мансійський міський округ | 337,76     | 53953                  | 80151                  | 98485                  | 107473                 | Ханти-Мансійськ | -         | 1               |
| Югорський міський округ         | 152,20     | 30285                  | 34067                  | 37411                  | 28238                  | Югорськ         | -         | 1               |

## Найбільші населені пункти
Населені пункти з населенням понад 10 тисяч осіб:
| №  | Населений пункт   | Населення, осіб (2002) | Населення, осіб (2010) | Населення, осіб (2018) | Населення, осіб (2021) |
| -- | ----------------- | ---------------------- | ---------------------- | ---------------------- | ---------------------- |
| 1  | Сургут            | 285027                 | 306675                 | 366189                 | 396443                 |
| 2  | Нижньовартовськ   | 239044                 | 251694                 | 275429                 | 283256                 |
| 3  | Нефтеюганськ      | 107830                 | 122855                 | 126998                 | 124732                 |
| 4  | Ханти-Мансійськ   | 53953                  | 80151                  | 98485                  | 107473                 |
| 5  | Нягань            | 52610                  | 54890                  | 58201                  | 63034                  |
| 6  | Когалим           | 55367                  | 58181                  | 66231                  | 61441                  |
| 7  | Мегіон            | 46566                  | 49449                  | 47720                  | 52887                  |
| 8  | Лангепас          | 37182                  | 41670                  | 44108                  | 42701                  |
| 9  | Радужний          | 47060                  | 43399                  | 43485                  | 42577                  |
| 10 | Урай              | 38872                  | 39457                  | 40477                  | 41315                  |
| 11 | Лянтор            | 33011                  | 38992                  | 40317                  | 40977                  |
| 12 | Пить-Ях           | 41813                  | 41488                  | 40294                  | 40180                  |
| 13 | Югорськ           | 30285                  | 34067                  | 37411                  | 38238                  |
| 14 | Совєтський        | 23230                  | 26495                  | 29575                  | 31138                  |
| 15 | Пойковський       | 27540                  | 25594                  | 26364                  | 24440                  |
| 16 | Федоровський      | 18406                  | 20288                  | 23502                  | 23614                  |
| 17 | Ізлучинськ        | 15505                  | 17399                  | 19707                  | 21389                  |
| 18 | Білоярський       | 18721                  | 20283                  | 19825                  | 19994                  |
| 19 | Білий Яр          | 14392                  | 14580                  | 17304                  | 16141                  |
| 20 | Покачі            | 17017                  | 17171                  | 17874                  | 16040                  |
| 21 | Нижньосортимський | 10572                  | 10314                  | -                      | 14217                  |
| 22 | Солнечний         | 9763                   | 10103                  | -                      | 12885                  |
| 23 | Міждуріченський   | 10907                  | 11058                  | 11084                  | 11067                  |